# 시모지 이사무
시모지 이사무(미야코어: 下地 勇, 일본어: 下地イサム, 1969년 10월 8일~)는 오키나와현 출신의 일본의 싱어송라이터다. 2015년에 자신의 이름을 시모지 이사무로 개명했다. 대표적인 곡으론 자신의 할머니가 돌아갔을 때 냈던 곡인 할머니(일본어: おばぁ) 등이 있다.

## 개요
1969년 10월 8일 일본 오키나와현 히라라시 (현 미야코지마시)에서 태어났다. 18살 때 진학에 실패하였고, 우여곡절 끝에 25살에 오키나와섬에서 샐러리맨으로 취직, 근무했다. 아버지의 환갑 잔치로 노래를 테이프에 녹음하여 들려주었는데, 이것이 복사되어 섬 전체로 퍼지면서 그의 이름이 알려지기 시작했다. 그는 2002년 솔로로 데뷔하였다. 2015년 자신의 이름을 시모지 이사무로 개명했다.